# Кров і золото (фільм)
«Кров і золото» (англ. Blood & Gold) — німецький повнометражний фільм 2023 року із Робертом Маазером та Марі Гакке у головних ролях. Бойовик, дія якого розгортається на завершальній фазі Другої світової війни, був знятий режисером Петером Торвартом за сценарієм Стефана Барта «Одного разу в Німеччині», який був опублікований як роман у 2017 році.
Фільм носить також ознаки вестерну, наприклад, у формі музики до фільму, створеної Джесікою де Роой та Хендріком Нелле, або повторюваних жанрових мотивів, таких як пошуки золотого скарбу чи незнайомець у сонному містечку.
Прем'єра у Німеччині відбулася 21 квітня 2023 року на «Fantasy Filmfest», а в усьому світі — 26 травня 2023 року на «Netflix» .

## У ролях
- Роберт Маазер — Генріх
- Марі Гакке — Ельза
- Александер Шеєр — оберштурмбанфюрер фон Штарнфельд
- Флоріан Шмідтке — обершарфюрер Дьорфлер
- Саймон Руп — Поле
- Йордіс Трібель — Соня
- Йохен Нікель — пастор
- Петра Зізер
- Юрі Сенфт